# Francisco Ibáñez (Fußballspieler)
Francisco Javier Ibáñez Campos (* 13. Januar 1986 in Santiago de Chile) ist ein ehemaliger chilenischer Fußballspieler auf der Position des Mittelstürmers.

## Karriere
Francisco Ibáñez spielte im Alter von 16 bis 18 Jahren in der Jugend des CF Universidad de Chile. 2006 debütierte der Angreifer beim CD Palestino und wurde für ein Jahr an Deportes Temuco in die Primera B verliehen. Nach der Rückkehr gewann Ibáñez die Vizemeisterschaft der Clausura 2008. Im Finalhinspiel konnte der Offensivakteur den Ausgleichstreffer zum 1:1-Endstand gegen den CSD Colo-Colo erzielen, jedoch verloren die Arabes das Finalrückspiel. Danach wechselte er zu verschiedenen Klubs in Chile. 2011 bis 2012 sammelte Ibañez beim Altamira FC in Mexiko seine einzige Auslandserfahrung. Nach weiteren Stationen in Chile beendete der Stürmer 2019 seine Karriere bei Deportes Valdivia.